# Partenaires
Pour plus de détails, voir Fiche technique et Distribution.
Partenaires  est un film français réalisé par Claude d'Anna, sorti en 1984.

## Fiche technique
- Titre : Partenaires
- Réalisation : Claude d'Anna
- Scénario : Claude d'Anna et Laure Bonin
- Photographie : Pierre Dupouey
- Montage : Kenout Peltier
- Production : Dedalus Productions - FR3 Cinéma
- Pays d'origine :  France
- Format : Couleurs
- Durée : 78 minutes
- Date de sortie : 
  - France : 26 décembre 1984

## Distribution
- Nicole Garcia : Marion Wormser

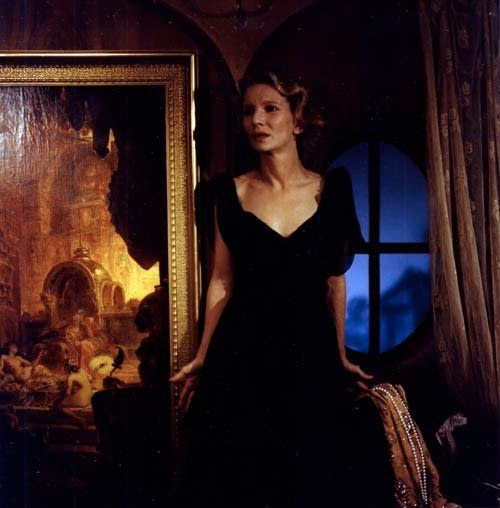
Marion (Nicole Garcia) dans le film.

- Jean-Pierre Marielle : Gabriel Gallien
- Michel Galabru : Charlie
- Michel Duchaussoy : Laurent Tedesco
- Élisa Servier : Marie-Lou Pasquier
- Jenny Clève : La mère de Marie-Lou
- Alexandre Rignault : Raymond Malleret
- Georges Montillier : L'admirateur René Bon